# MS4A2
MS4A2‏ (Membrane spanning 4-domains A2) هوَ بروتين يُشَفر بواسطة جين MS4A2 في الإنسان.